# Ayer (periódico)
Ayer fue un periódico español publicado en Jerez de la Frontera (Cádiz) entre 1936 y 1963.

## Historia
El diario Ayer publicó su primer número el 1 de julio de 1936, poco antes del estallido de la Guerra civil. El diario pronto pasó a ocupar el espacio del desaparecido El Guadelete. Financiado por empresarios locales de Jerez de la Frontera, apoyó a la coalición conservadora CEDA. Algún tiempo después del estallido de la Guerra civil el periódico fue requisado por FET y de las JONS, y posteriormente —durante la Dictadura franquista— pasó a integrarse en la Cadena de Prensa del Movimiento. En una primera etapa Enrique Bitaubé estuvo al frente del Ayer, destacando posteriormente en esta labor Francisco Montero Galvache. Sin embargo, el Ayer sufrió una profunda caída de lectores que le acabaría arrastrando a su cierre, en 1963. Su posición fue ocupada por el semanario La Voz del Sur, que venía publicándose en Jerez desde 1952.